# ロイ・キーン
ロイ・モーリス・キーン（Roy Maurice Keane, 1971年8月10日 - ）は、アイルランド・コーク出身の元サッカー選手。アイルランド共和国代表。現役時代のポジションはミッドフィールダー、ディフェンダー。現役引退後は監督業や生中継でのゲーム解説などで活動している。

## 経歴
アイルランド共和国南部のコーク近郊で労働者階級の家庭に生まれる。少年時には数年間ボクサーとしての訓練を積んでいたが、やがてサッカー選手としての才能が開花し注目を集めるようになる。子供のころはセルティックFCとトッテナム・ホットスパーFCのファンで、前者に関しては現在に至るまで熱心なサポーターとして知られており、キャリアの最後もセルティックで終えたいと公言しそれを実行した。選手としてはリアム・ブレイディとブライアン・ロブソンのファンであったと自伝で回顧している。
しかし10代の頃は体格的に見劣りしたため、様々なクラブのセレクションを受けたものの不合格が続く。結局1989年にアイルランド・リーグに所属する地元のクラブ、コーブ・ランブラーズFCと契約。セミプロのサッカー選手となるとすぐにその実力を発揮し、ファーストチームのレギュラーの座を手に入れた。

### ノッティンガム・フォレスト
その活躍はイングランドのスカウトの目に留まり、1990年夏にファーストディヴィジョン（当時1部）のノッティンガム・フォレストFCへ移籍金4.7万ポンドで加入する。
トップチームでのリーグ戦デビューはリヴァプールFCとの1990-91シーズン開幕戦で、シーズン半ばにレギュラーデビューした。
クラブはFAカップやリーグカップで決勝に進出するなど好成績を残していたが、プレミアリーグ創設初年度となった1992-93シーズンには最下位に終わりチャンピオンシップへの降格が決定する。ブラックバーン・ローヴァーズFCへの移籍に近づいていたが、サインの直前にアレックス・ファーガソンが電話をかけ勧誘。当時のイングランド史上最高額となる移籍金375万ポンドでマンチェスター・ユナイテッドFCへの移籍を選択した。

### マンチェスター・ユナイテッド
ブライアン・ロブソンの後継者として1993-94シーズンにレギュラーの座を継承。このシーズンにはプレミアシップ優勝とFAカップ優勝のダブルを経験している。
1994-95シーズンにクラブが無冠に終わるとファーガソンはチームの若返りを断行。ポール・インス、アンドレイ・カンチェルスキス、マーク・ヒューズらベテラン選手を放出して、ライアン・ギグス、デイヴィッド・ベッカム、ポール・スコールズ、ニッキー・バット、ガリー・ネヴィル、フィル・ネヴィルら若手を中心とした編成に切り替えた。この結果、自身は主将のエリック・カントナに次ぐベテラン選手となった。

### 主将として
1997年にカントナが引退するとキャプテンマークを受け継ぐ。しかし、1997-98シーズンは1997年9月のリーズ・ユナイテッド戦でのアルフ＝インゲ・ホーランとの交錯によって大怪我を負い（後述）、満足にプレー出来ない1年となった。1998-99シーズンにはプレミアシップ、FAカップ、UEFAチャンピオンズリーグのトレブル達成の原動力となるも、チャンピオンズリーグ決勝は累積警告のために出場することができなかった。
1999-2000シーズンにPFA年間最優秀選手賞に選出されている。選手生活の後半は故障と戦いながらも主将として絶大な存在感を発揮し、2002-03シーズンのプレミアリーグ優勝、2003-04シーズンのFAカップ優勝にも貢献した。

### セルティック
クラブがライバルであるアーセナルFCやチェルシーFCの後塵を拝することが多くなると、次第に若手選手の闘争心の欠如を批判する機会が増えていく。
2005年11月18日、「MUTV」においてリオ・ファーディナンドを批判したとされる事件（結果的には放送されなかった）と、自身の故障がきっかけとなりユナイテッドとの契約を解除する。2005年12月16日、スコティッシュ・プレミアリーグの名門で、アイルランド人のサポーターが多いことで知られるセルティックFCに入団。かねてから現役生活の最後を過ごしたいと発言してきたクラブへの加入となった。
デビュー戦となったスコティッシュカップ3回戦ではスタンドに巨大なアイルランド国旗が人文字で描かれたが、格下相手に敗戦。チームの中盤はサッカーブルガリア代表スティリアン・ペトロフや、キャリアの黄金期を迎えた中村俊輔を中心に確立されていたこともあり出場機会は限られた。
2006年3月、シーズン限りでの現役引退を表明した。2006年5月9日にはオールド・トラッフォードでセルティックとマンチェスター・ユナイテッドによる顕彰試合が開催され、前半はセルティック、後半はユナイテッドの選手として出場した。この試合は2万人以上のセルティック・サポーターを含む7万人弱の入場者を集め、200万ポンドを超える収益の大部分を慈善団体に寄付する意向を示した。問題を多く起こしたもののファーガソン監督は「歴代ベストイレブンをつくるのなら絶対にロイ・キーンをいれる」というほど信頼しており、サポーターからの人気も今なお高い。

## 代表経歴
1991年5月22日のチリ戦でアイルランド代表デビュー。長く主力としてセントラルミッドフィールダーのレギュラーを務めた。しかし、キャリア後半には慢性的な臀部の故障もあり、重要な試合を中心に試合を選んで出場するようになった。
チーム内では一匹狼を貫いており、年齢も上で代表通算ゴール記録保持者でもあったナイアル・クインでさえ、ロイと二人きりになるのを恐れていたという。

### サイパン事件
2002 FIFAワールドカップに向けたサイパン島での合宿中、自身がFAIを批判（後述）したことがマスメディアへセンセーショナルに掲載される。また練習方法を巡ってコーチのパッキー・ボナーと対立し、GKのアラン・ケリーの練習態度に立腹し暴行。かねてから折り合いが悪かった監督のミック・マッカーシーとの不仲が決定的となり、大会に参加しないまま帰国を命じられた。ただし、登録選手の入れ替え期日が過ぎていため、登録上は本大会メンバーに名前が残っている。
後にブライアン・カー監督の下で代表に復帰し、2006 FIFAワールドカップ・ヨーロッパ予選ではチームの中心となって活躍したが、予選落ちが決定すると再び代表から退いた。2006年11月には、ウルヴァーハンプトン・ワンダラーズFCとの対戦を機会にマッカーシーとの和解を相互に表明した。彼らのインタビューによれば、マッカーシーがサンダーランドAFCの選手獲得を直接キーンに電話で照会し、その際に過去のわだかまりは水に流そうということで合意したのだという。

## 指導者経歴
2006年8月28日、3年契約でサンダーランドAFCの監督に就任した。クラブはミック・マッカーシー前監督の下で24クラブ中の23位に沈んでいたが、自身の就任後はアイルランド代表とマンチェスター・ユナイテッドFCの伝手を使ってドワイト・ヨーク、リアム・ミラー、グレアム・カヴァナ、デイヴィッド・コノリー、アンソニー・ストークスら積極的な補強を行う。シーズン中盤から終盤にかけてクラブの連勝記録を更新し、指導歴1年目でチャンピオンシップを制覇する。またマッカーシーもウルヴァーハンプトン・ワンダラーズFCの監督に就任し、クラブをプレーオフ圏内に導いている。 
これによってアレックス・ファーガソン退任後のマンチェスター・ユナイテッドFCの後任候補と目されるようになり、サンダーランドのナイアル・クイン会長によって残留をメディアに明言された。
2007-08シーズンはプレミアリーグで戦うことになったが、夏の移籍市場では思うように有力選手を獲得できず、「ロンドンで買い物をしたい恋人や妻のために田舎に移籍したがらない選手はいかがなものかと思う」といった趣旨の発言をして物議を醸した。戦力的に苦しいチームを率いて、特にアウェーでは全く勝てないシーズンとなったが、粘り強い戦いを続けて3月以降に勝ち星を積み重ね残留を勝ち取った。
2008-09シーズンは久々にタイン・ウェア・ダービーで勝利するなど一定の成果を上げたがなかなか成績は安定せず、11月末にウェストハム・ユナイテッドFCにホームで1-4と大敗し降格圏に転落したのをきっかけとして辞任を申し出た。クイン会長と3日間話し合い慰留されたが、辞意を覆すことなく12月4日に辞任が決まった。
2009年4月23日、前監督を解任したチャンピオンシップのイプスウィッチ・タウンFCと2年契約を締結する。2009-10シーズンはリーグ15位に低迷し、翌シーズンも成績は向上せず24クラブ中19位に沈む中で2011年1月7日に解任された。
2013年11月5日、マーティン・オニールのアイルランド代表監督就任に伴い、アシスタントコーチとして招聘された。
2014年7月1日、アイルランド代表と兼任する形でアストン・ヴィラFCのアシスタントコーチに就任したが、代表活動に専念するため11月28日に退任した。
2019年1月28日、アイルランド代表時代と同様にオニールの下でノッティンガム・フォレストFCのアシスタントコーチに就任。2018-19シーズン終了に伴いシティ・グラウンドを去った。

## 人物
2002年に自伝『ロイ・キーン　魂のフットボールライフ』（原著 'Keane: The Autobiography'）を出版した。中でも反響を呼んだのは、2001年4月に行われたマンチェスター・シティFCとのマンチェスター・ダービーでアルフ＝インゲ・ホーランに対し報復として故意にハードタックルを行い負傷させたとも取れる記述であった。1997年の試合中にホーランと軽く接触して転倒し、彼から「大袈裟に倒れ込むな」という趣旨の発言を強い口調で受けている。実際には十字靱帯断裂の大怪我で約1年を棒に振ることになるが、膝をひねったのはやや遅れてのタイミングだったため、ホーランは負傷に気づいていなかった可能性もある。自身は後にこの記述をゴーストライターによる脚色であると主張した。
事態を重く見たFAは、故意の危険行為とサッカー選手としての品性を欠く自伝出版による金銭享受を理由として、プレミアリーグ5試合出場停止と罰金15万ポンドの処分を科した。これに対し「この出場停止期間を故障していた臀部の治療に費やせる」という旨のコメントを出している（キーンは「デッドパン（無表情ジョークの意）」と呼ばれるアイルランド独特の表現を多用するため本意は不明）。
ホーランは数度の手術を経てピッチに復帰し数試合に出場したが、結局このタックルで受けた負傷により約2年後に現役引退へと追い込まれた。
指導者としては選手たちに厳しい規律を求め、2008年3月には練習の集合に遅れたリアム・ミラーをしばらくの間ベンチ入りさせず、移籍要員とほのめかした（その後ミラーはレギュラー復帰）。一方でナイロン・ノズワージーの抜擢など的確な選手起用を行い、加えて外部に対しては選手たちを積極的に擁護する面もある。2006-07シーズンの優勝決定後も「全ての選手が賞賛に値する働きをしたので、誰か一人の殊勲選手を挙げることなど不可能だ」と語るなど、一匹狼で通った現役時代とは異なる姿勢も見せている。
FAIに対して容赦無い批判を行うことでも知られている。2002 FIFAワールドカップに向けサイパンでキャンプを行った際、代表選手はエコノミークラスであったのに対し協会幹部はビジネスクラスで移動したこと、グラウンドの状態の悪さ、食事の無神経さなどを痛烈に批判した。
また、2007年3月にはEURO2008予選・ウェールズ戦に向けた招集メンバーの人選を批判し、論争を巻き起こしている。リアム・ミラーとデイヴィッド・コノリーが招集されなかったことは論外で、特にミラーや自分のような南部出身者は、ダブリン出身者ばかりの協会幹部から軽視されていると主張した。当時のスティーヴ・ストーントン監督の前任者であるブライアン・カーも賛同し、サンダーランドのレギュラーであるミラーを差し置いてクラブのトップチームで実績の無いダロン・ギブソンを招集したり、サンダーランドのエースストライカーとしてシーズン11得点（当時）を挙げていたコノリーではなくウィガン・アスレティックFCの控えであるケイレブ・フォーランを招集するなど考えられないと指摘している。

## 代表歴

### 出場大会
- アイルランド代表
  - 1994 FIFAワールドカップ
  - 2002 FIFAワールドカップ

### 試合数
- 国際Aマッチ 68試合 10得点（1991年-2005年）[15]

| アイルランド代表 | 国際Aマッチ | 国際Aマッチ |
| 年               | 出場        | 得点        |
| ---------------- | ----------- | ----------- |
| 1991             | 3           | 0           |
| 1992             | 7           | 0           |
| 1993             | 10          | 1           |
| 1994             | 8           | 1           |
| 1995             | 2           | 0           |
| 1996             | 2           | 0           |
| 1997             | 7           | 2           |
| 1998             | 3           | 2           |
| 1999             | 4           | 0           |
| 2000             | 4           | 0           |
| 2001             | 7           | 4           |
| 2002             | 2           | 0           |
| 2003             | 0           | 0           |
| 2004             | 5           | 0           |
| 2005             | 4           | 0           |
| 通算             | 68          | 10          |

## タイトル
マンチェスター・ユナイテッド
- プレミアリーグ : 1993-94, 1995-96, 1996-97, 1998-99, 1999-00, 2000-01, 2002-03
- FAカップ：4回 (1993-94, 1995-96, 1998-99, 2003-04
- FAコミュニティ・シールド : 1993, 1996, 1997, 2003
- UEFAチャンピオンズリーグ : 1998-99
- インターコンチネンタルカップ : 1999

セルティック
- スコティッシュ・プレミアリーグ : 2005-06
- スコティッシュリーグカップ : 2005-06